# Škoda F3
Škoda F3 (typ 992) − samochód wyścigowy skonstruowany w 1964 roku w czechosłowackich zakładach Škody przeznaczony do startów w Formule 3.
W roku 1964 czescy konstruktorzy opracowali model bolidu wyścigowego przeznaczonego do startów w zawodach z cyklu Formuły 3. W ciągu dwóch lat zbudowano 3 pojazdy. Umieszczony podłużnie przed napędzaną tylną osią czterocylindrowy silnik OHV o pojemności 998 cm³ i mocy od 76 KM przy 7550 obr./min do 90 KM przy 8600 obr./min pozwalał rozpędzić auto do prędkości maksymalnej 210 km/h.